# Hoovina Hadagalli
Hoovina Hadagalli é uma panchayat (vila) no distrito de Bellary, no estado indiano de Karnataka.

## Demografia
Segundo o censo de 2001, Hoovina Hadagalli tinha uma população de 23 404 habitantes. Os indivíduos do sexo masculino constituem 51% da população e os do sexo feminino 49%. Hoovina Hadagalli tem uma taxa de literacia de 60%, superior à média nacional de 59,5%: a literacia no sexo masculino é de 67% e no sexo feminino é de 53%. Em Hoovina Hadagalli, 14% da população está abaixo dos 6 anos de idade.